# 39e cérémonie des International Emmy Awards
Pour la cérémonie principale des Emmy Awards récompensant les programmes télévisés diffusés en primetime aux États-Unis, voir la 63e cérémonie des Primetime Emmy Awards.
La 39e cérémonie des International Emmy Awards, décernés par l'International Academy of Television Arts and Sciences, a eu lieu le 21 novembre 2011, et a récompensé les programmes télévisés internationaux diffusés au cours de la saison 2010-2011.

## Palmarès

### Meilleure performance d'acteur
- Christopher Eccleston dans Accused  Royaume-Uni
  - Fábio Assunção dans Dalva e Herivelto  Brésil
  - Jang Hyuk dans The Slave Hunters (Ch'uno)  Corée du Sud
  - Michael Nyqvist dans Millenium  Suède

### Meilleure performance d'actrice
- Julie Walters dans Mo  Royaume-Uni
  - Athena Chu dans A World Without Walls  Hong Kong
  - Adriana Esteves dans Dalva e Herivelto  Brésil
  - Noomi Rapace dans Millenium  Suède

### Meilleure série dramatique
- Accused  Royaume-Uni
  - Engrenages  France
  - Saka no Ue no Kumo  Japon
  - Na Forma da Lei  Brésil

### Meilleure comédie
- Benidorm Bastards  Belgique
  - Separação?!  Brésil
  - Facejacker  Royaume-Uni
  - The Noose  Singapour

### Meilleure mini-série ou meilleur téléfilm
- Millenium  Suède
  - Mo  Royaume-Uni
  - Operación Jaque  Colombie
  - Shoe-Shine Boy  Japon

### Meilleure telenovela
- Laços de Sangue  Portugal
  - Contra las Cuerdas  Argentine
  - Araguaia  Brésil
  - Impostor  Philippines

### Meilleur documentaire
- Life with Murder  Canada
  - Confesiones de un Sicario  Argentine
  - The Nonfiction: Family Meeting - 7 Years in the Tanaka Family  Japon
  - Wild Japan  Allemagne

### Meilleur programme artistique
- Gareth Malone Goes to Glyndebourne  Royaume-Uni
  - All My Life: Adoniran Barbosa  Brésil
  - In der Werkstatt Beethovens - Die Neunte, Thielemann und die Wiener Philharmoniker  Allemagne
  - Memories of Origin - Hiroshi Sugimoto the Contemporary Artist  Japon

### Meilleur programme de divertissement non-scénarisé
- The World's Strictest Parents  Royaume-Uni
  - La Expedicion - Mas alla de lo imposible   Mexique
  - El Hormiguero  Espagne
  - The Master Show  Corée du Sud

### Meilleur programme pour enfants et adolescents
- ¿Con Qué Sueñas?  Chili
  - Allein gegen die Zeit   Allemagne
  - Dance Academy  Australie
  - Saladin  Malaisie

### Directorate Award
- Subhash Chandra

### Founders Award
- Nigel Lythgoe